# Ударный (монитор)
«Ударный» — корабль Военно-морского флота СССР, речной монитор. Единственный корабль проекта СБ-12. Входил в состав Днепровской военной флотилии. С июля 1940 года после присоединения Бессарабии к СССР — в составе Дунайской военной флотилии Черноморского флота СССР. Принимал участие в Великой Отечественной войне. Потоплен 19 сентября 1941 года немецкими бомбардировщиками в  районе Тендры.